# Izmaïl
Izmaïl o Ismail (lett. "Ismaele"; in ucraino Ізмаїл?, Izmaïl; in russo Измаил?, Izmail; in romeno Ismail)  è una città ucraina (70 000 abitanti) nel distretto di Izmaïl, nell'oblast' di Odessa. Ospita l'amministrazione del distretto di Izmaïl e della comunità territoriale di Izmaïl, una delle comunità territoriali dell'Ucraina.
Fino al 18 luglio 2020 Izmaïl costituiva una città di rilevanza regionale e fungeva da centro amministrativo del Distretto di Izmaïl, sebbene non appartenesse al distretto. Come parte della riforma amministrativa dell'Ucraina, che ridusse a sette il numero di distrettii dell'oblast' di Odessa la città fu integrata nel distretto di Izmaïl, 
Izmaïl nacque come colonia genovese (fa parte della regione storica della Bessarabia, precedentemente territorio rumeno), situata sulle rive del Danubio a circa 85 chilometri dalla costa del Mar Nero. 

## Storia
Un primo forte (Licovrissi) fu costruito dai genovesi nel XII secolo. Nel 1484 l'area fu occupata dall'Impero ottomano. Da allora in poi, la città è stata un'importante roccaforte dell'Impero ottomano nonché il confine tra l'Impero russo e quello turco. Nel corso della guerra russo-turca (1787-1792) venne assediata per alcuni mesi e il 22 dicembre dello stesso anno presa d'assalto e conquistata dalle truppe del generale russo Suvorov. Alla fine del conflitto la città venne restituita all'Impero ottomano, ma fu nuovamente riconquistata dall'esercito russo il 14 settembre del 1809 nel corso delle guerre napoleoniche.

## Amministrazione

### Gemellaggi
- Tulcea, dal 2003[6]